# Synelmis dineti
Synelmis dineti är en ringmaskart som beskrevs av Katzmann 1974. Synelmis dineti ingår i släktet Synelmis och familjen Pilargidae. Inga underarter finns listade i Catalogue of Life.